# Zoran Didek
Zoran Didek, slovenski slikar in pedagog, * 11. junij 1910, Ljubljana, † 27. oktober 1975, Ljubljana. Leta 1975 je za življenjsko delo in razstavo v letu 1974 prejel Prešernovo nagrado.

## Življenjepis
Zoran Didek se je rodil v Ljubljani, kot starejši od dveh sinov geometra Rudolfa Didka, po rodu Čeha in Ane Stritar iz Sv. Križa (danes Podbočje) pri Kostanjevici na Krki. Didek je slikarstvo študiral na zagrebški likovni akademiji pri profesorjih Jozu Kljakoviću, Maksimiljanu Vanki, Ljubu Babiću, Vladimirju Beciću in Tomislavu Krizmanu. Med študijem se je poročil s kolegico, akademsko slikarko Smiljano Ivančić (Smiljana Didek), s katero sta imela sina Zorana. Diplomiral je leta 1933. Od 1934 je bil likovni pedagog na srednjih in višjih šolah na otoku Krku, Zagrebu in Sarajevu. V Sarajevu je preživel večji del II. svetovne vojne. Leta 1955 se je s pomočjo štipendije izpopolnjeval v Parizu. Od 1967 do 1974 je bil redni profesor na ljubljanski Akademiji za likovno umetnost in oblikovanje.
Bil je član kluba Neodvisnih. Najbolj se je uveljavil kot slikar karikiranih avtoportretov, portretov in tihožitij. Velik del njegovega opusa zavzema tudi krajina, ki je bila v predvojnem obdobju realistična, kasneje pa abstraktna. Ob slikarstvu in grafiki se je ukvarjal tudi s knjižno ilustracijo, sodeloval je pri načrtovanju notranje opreme, pri filmu, načrtoval je poslikavo industrijskih prostorov in oblikovanju unikatnih izdelkov za keramično, steklarsko in zlatarsko industrijo. Kot pedagog je posvetil veliko pozornost razvoju otroške risbe. Njegovo knjigo z naslovom »Raziskovanje oblikotvornosti« mnoge izobraževalne ustanove uporabljajo kot temeljno literaturo v učnih načrtih.  
V Kočevju je leta 1973 v sodelovanju z akademskim kiparjem Stanetom Jarmom arhitekturno oblikoval Park narodnih herojev.  
Navdih za svoja dela je Zoran Didek črpal v kmečkem podeželju na Dolenjskem, v Podbočju in okolici, kamor se je vračal na počitnice, po nove navdihe in sprostitev do konca življenja. Stalna razstava Zorana Didka je od leta 1995 v Galeriji Božidarja Jakca v Kostanjevici na Krki. Njegovo delo je tudi v umetniški zbirki NLB.  Leta 2010 je bila ob 100. letnici rojstva Zorana Didka v Lamutovem salonu, Galerije Božidarja Jakca,  razstava umetnikovih risb in olj ustvarjenih v povojnem obdobju.  Ob 100. letnici rojstva (2010) so mu na družinski hiši Didek v Podbočju postavili spominsko obeležje. 

## Nagrade
- 1962 Trdinova nagrada za likovne stvaritve z dolenjsko motiviko, ki jo Mestna občina Novo mesto podeljuje za občanke in občane, ki dosežejo pomembnejše trajne uspehe na kulturnem, prosvetnem, literarnem in znanstvenem področju [12]
- 1970 zlata značka za mentorsko delo z mladimi podeljena od Zveze mladine Slovenije
- 1973 srebrna plaketa ob 25–letnici Zveze društev likovnih umetnikov Jugoslavije
- 1975 Prešernova nagrada za življenjsko delo in razstavo v letu 1974

## Večje razstave
- 1933 skupinska Razstava moderne slovenske umetnosti, Maribor
- 1937 skupinska razstava s klubom Neodvisnih slovenskih likovnih umetnikov, Jakopičev paviljon, Ljubljana
- 1939 z Doretom Klemenčičem in Gabrijelom Stupico, Celjski dom, Celje
- 1940 skupinska razstava s klubom Neodvisnih slovenskih likovnih umetnikov, Umetniški paviljon, Zagreb
- 1980 Moderna galerija v Ljubljani
- 1995 stalna razstava, Galerija Božidarja Jakca, Kostanjevica na Krki
- 2000 prenovljena postavitev stalne razstave, Galerija Božidarja Jakca, Kostanjevica na Krki
- 2010 ob 100. letnici rojstva Zorana Didka: Risbe šestih motivov, Galerija Božidarja Jakca, Kostanjevica na Krki

## Knjige, priročniki, katalogi
- Raziskovanje oblikotvornosti / Zoran Didek: Likovna teorija in praksa, oblike, metode in modeli;  Priročnik; Univerzum, Ljubljana, 1974  (COBISS)
- Raziskovanje oblikotvornosti; knjiga; Univerzum, Ljubljana, 1982 (COBISS)
- Govorica črte / Zoran Didek; knjiga; Zveza DSLU ; Piran: Obalne galerije, 1985  (COBISS)
- Zoran Didek: antologija njegove likovne ustvarjalnosti; katalog razstave; Dolenjski kulturni festival, 1977
- Zoran Didek : 1910-1975; katalog; Jože Muhovič, Barbara Rupel; Kostanjevica na Krki: Galerija Božidar Jakac, 2000 (COBISS)
- Zoran Didek skozi sklop šestih motivov; katalog; Goran Milovanović; Kostanjevica na Krki, Galerija Božidar Jakac, 2010 (COBISS)
- Zoran Didek : crteži = risbe : Kulturni centar Banski dvor Banjaluka, 2011 (COBISS)
- Kerini & Stritarji: 1879-1995; zbornik; Društvo Kerini in Stritarji, 1995 (COBISS)
- Drugi zbornik Kerinov in Stritarjev: 1841 / 2010; Društvo Kerini in Stritarji, 2011 (COBISS)